# ابن غياث
إسحاق بن يهوذا بن غياث (1030/1038–1089)، كان حاخامًا ومفسرًا للكتاب المقدس ومدونًا للقانون اليهودي وفيلسوفًا وشاعرًا طقوسيًا من الأندلس. ولد وعاش في بلدة اليسانة في طائفة غرناطة، حيث كان يرأس أكاديمية حاخامية. توفي في قرطبة.

## أصل الاسم
مثل العديد من الألقاب السفاردية، ابن غياث هو نسب (اسم أبوي)، "ابن غياث". غياث يعني "المخلص" في اللغة العربية. الاسم يخلط عادة مع كلمة غياث التي تعني "الخلاص"، والتي وجدت في ترجمة سعدية غاوون لليهودية العربية.

## الخلفية
وبحسب بعض المصادر، كان معلم إسحاق الفاسي، وبحسب مصادر أخرى، كان زميله في الدراسة. وكان من أشهر طلابه ابنه يهوذا بن غياث، ويوسف بن سهل، وموسى بن عزرا . كان يحظى باحترام كبير لدى صموئيل بن نغرلة وابنه يوسف، وبعد وفاة الأخير في شغب غرناطة عام 1066، تم انتخاب ابن غياث لخلافته كحاخام لوتشينا، حيث ظل يؤدي مهامه حتى وفاته.
كان مؤلفًا لمجموعة من القوانين الطقسية المتعلقة بالمهرجانات، نشرها سيلجمان بير بامبرجر تحت عنوان "شعاري سمحاه" (فورث، 1862؛ وأعاد برنهارد زومبر نشر القوانين المتعلقة بعيد الفصح تحت عنوان "هيلخوت بيسحيم"، برلين، 1864)، مع نشر تعليق فلسفي على سفر الجامعة، المعروف فقط من خلال الاقتباسات في أعمال المؤلفين اللاحقين.
كان أعظم نشاط ابن غياث في الشعر الليتورجي، وكان مؤلفًا لمئات من الأناشيد، وتوجد ترانيمه في محضر طرابلس تحت عنوان "صفتي رينانوت". معظمها مكتوب على الطراز الأندلسي الجديد. حقق تميزًا خاصًا في موشحاته الشجية، وهو شكل عربي أدخله سليمان بن جبيرول في الشعر الليتورجي اليهودي.
كانت إحدى مساهماته الرئيسة هي جمعه وترتيبه للأجوبة الجيونية، التي كانت متناثرة حتى ذلك الحين بين يهود العالم.

## روابط خارجية
- شعري سمحة : المجلد 1 والمجلد 2
- هيلخوت بيساحيم